# Talbot Solara
La Solara era un'autovettura di fascia medio-alta prodotta dalla casa britannico-francese Talbot tra il 1980 ed il 1984 (e fino al 1986 su alcuni mercati).

## Storia e profilo

### Genesi e debutto
Nel 1975 la SIMCA (già sotto il totale controllo della Chrysler-Europe) introdusse la 1307, vettura che unì l'eleganza alla praticità e che grazie a questo connubio riuscì anche ad ottenere il titolo di auto dell'anno per il 1976. La vettura conobbe un buon successo ma per contro non mancarono i detrattori più tradizionalisti che preferivano il classico corpo vettura a tre volumi. Perciò durante la seconda metà degli anni settanta prese l'avvio il progetto C6, volto alla realizzazione di una versione a tre volumi del modello costituente la gamma della 1307 e delle sue derivate, ma che rispetto a quest'ultima andasse a collocarsi appena più in alto grazie ad allestimenti più completi e lussuosi. Già il 14 giugno del 1978 fu depositato il nome Solara, ma il mese seguente la Chrysler-Europe, ormai in cattive acque, venne completamente rilevata dal Gruppo PSA, il quale già a partire dal mese di agosto dello stesso anno rimise in discussione la denominazione ufficiale per il nuovo modello. Il 10 ottobre del 1979 si cominciò ad indicare la nuova vettura con la sigla 1620 per i Paesi con guida a sinistra e Savoie per i Paesi con guida a destra. Nel marzo del 1980, un repentino cambio di rotta da parte della dirigenza del Gruppo PSA portò alla decisione di tornare alla denominazione Solara per tutti i mercati, e questa volta in via definitiva, data anche l'ormai imminente presentazione del modello.

Una prima presentazione si ebbe di lì a pochissimo, e fu una presentazione riservata unicamente alla stampa europea: per l'occasione, il responsabile delle relazioni pubbliche Talbot, l'italiano Corrado Provera, organizzò un percorso di ben 350 km con partenza da Zurigo e che si snodò attraverso l'Austria e la Germania Ovest meridionale, in modo da comprendere le più disparate tipologie di strada (autostrada, strade extraurbane, città, salite, discese, percorsi di montagna e di pianura, ecc). Seicento giornalisti accorsero alla presentazione e per essi furono messi a disposizione sessanta esemplari della nuova Talbot, sulla quale piovvero numerosi elogi, soprattutto per la maneggevolezza del cambio e per la completezza della sua dotazione.

La presentazione ufficiale alle concessionarie avvenne il 14 aprile del 1980 a Versailles, ma si dichiarò ufficialmente che le prime consegne non sarebbero avvenute che dopo l'estate. Perciò, per calmare i dissensi dovuti all'impazienza dei potenziali acquirenti, si rese disponibile una sola versione, denominata Solara GL Pack, caratterizzata da interni in velluto e paraurti in tinta.

#### Design e meccanica
Esteticamente, la Solara era identica alla Talbot 1510 (cioè la versione ristilizzata e con marchio Talbot della gamma 1307/1308/1309) fino al montante centrale. Le linee semplici ma eleganti che caratterizzarono a suo tempo la versione a due volumi, potevano essere ritrovate anche nella nuova nata, che per contro proponeva invece una differente zona posteriore, più classica nella sua impostazione con bagagliaio separato, ma anche più elegante della "sorella" a due volumi. Chiudevano la vista posteriore i due fari rettangolari a sviluppo orizzontali.

Anche per quanto riguarda la meccanica, la Solara era strettamente imparentata con la 1510, della quale conservava tra l'altro l'impostazione meccanica generale, vale a dire il motore anteriore trasversale e la trazione anteriore: fu mantenuto l'avantreno a ruote indipendenti con bracci triangolari e barre di torsione longitudinali, ma anche il retrotreno, sempre a ruote indipendenti, ma con molle elicoidali ed ammortizzatori idraulici. Invariato anche l'impianto frenante misto, ma nelle versioni di punta fuerono adottate delle pinze flottanti. Anche la gamma motori fu ripresa da quella della 1510 e prevedeva quindi unità derivate dalla produzione classica della Simca. Al suo debutto la Solara fu proposta in tre varianti motoristiche:
- Solara LS, equipaggiata con un motore da 1442 cm³ alimentato mediante carburatore monocorpo ed in grado di erogare fino a 69 CV di potenza massima;
- Solara GL, equipaggiata con lo stesso motore della LS, ma alimentazione a carburatore doppio corpo, il che consentì di raggiungere una potenza massima di 85 CV;
- Solara GLS ed SX: due livelli di allestimento caratterizzati dalla presenza di un motore da 1592 cm³ con potenza massima di 88 CV.

In alcuni mercati esteri, tra cui quello italiano, la LS venne proposta con un motore da 1294 cm³, sempre di origine Simca ed in grado di erogare 68 CV di potenza massima.
Dal momento che il marchio Talbot era divenuto ormai di proprietà del Gruppo PSA, per la Solara si poté attingere dalla banca organi dei modelli Peugeot e Citroën. In particolare, per le versioni di punta fu scelto un cambio manuale a 5 marce mutuato direttamente dalla CX, mentre in abbinamento alle altre motorizzazioni si scelse di mantenere il vecchio cambio manuale a 4 marce. A richiesta, sulla SX fu possibile montare un cambio automatico a 3 rapporti.

### Evoluzione
La linea, pur essendo piuttosto elegante, era però anche derivata da quella di un modello presente sul mercato già da quasi cinque anni, pertanto già al momento del lancio risultava un po' datata. Probabilmente per questo non si rivelò una felice proposta commerciale. La Solara si trovò infatti a competere con delle concorrenti dalla linea più moderna perché più recenti oppure perché da poco ristilizzate, come per esempio la Peugeot 305. Per questo motivo, pur avendo i suoi estimatori, la Solara non riscosse molto successo e già nel 1983 le vendite crollarono e fu praticamente tolta dai listini l'anno successivo, dopo soli 4 anni.

Durante la sua breve carriera, la Solara fu però oggetto di alcuni aggiornamenti. Per esempio, nel 1982 fu introdotta la versione speciale Pullman, tirata in soli 2.500 esemplari e caratterizzata dalla verniciatura bicolore e motore 1.4 da 69 CV; nel 1983 cambiarono i sedili, ripresi da quelli della Horizon, mentre venne semplificata la predisposizione per l'autoradio (non comprendeva più gli altoparlanti nelle portiere anteriori). Inoltre, il 1.4 da 85 CV della GL fu sostituito dal 1.6 da 70 CV derivato dal 1.6 delle versioni di punta. La stessa GL ricevette poi un cambio manuale a 5 marce come nella GLS. Sempre del 1983 è anche la seconda versione speciale, la Executive, in edizione limitata a 2.400 esemplari e caratterizzata dalla presenza dei fari antinebbia, della verniciatura specifica in grigio Futura e del motore 1.6 da 70 CV di cui sopra.
Nel 1984, per l'ultimo anno effettivo di completa produzione, le versioni GL e GLS destinate ad alcuni mercati esteri lasciarono il posto alla 1.3 Exclusive, spinta dal motore di 1,3 litri da 78 cv, ma dotata di cambio a 5 marce e di un allestimento simile a quello della 1.6 SX. Nella seconda parte dell'anno la Exclusive e la SX adottarono una nuova mascherina in tinta con listelli orizzontali anch'essi in tinta ed i paraurti parzialmente verniciati. Invariata fino all'uscita di listino del modello (fine '84) la versione base LS.
Nel 1985 veniva ancora commercializzata nel Regno Unito con il nuovo nome di Talbot Rapier ma la produzione terminò definitivamente negli stabilimenti francesi e britannici nell'estate di quell'anno; si concluse anche in quelli spagnoli nel 1986: per il solo mercato spagnolo fu prevista la Solara Diesel, spinta dal 1.9 XUD9 da 65 CV.

### Riepilogo caratteristiche
Di seguito vengono riportate le caratteristiche delle varie versioni previste per la gamma Solara. I prezzi riportati sono in franchi francesi:
| Modello | Sigla modello | Motore | Cilindrata cm³ | Potenza CV/rpm | Coppia Nm/rpm | Cambio/ N°rapporti | Massa a vuoto (kg) | Velocità max | Consumo (l/100 km) | Anni di produzione | Prezzo al debutto |
| --- | ------------- | ------ | -------------- | -------------- | ------------- | ------------------ | ------------------ | ------------ | ------------------ | ------------------ | ----------------- |
| Solara LS | T6EC21        | G1A1   | 12941          | 68/5600        | 105/2800      | M/4                | 1.060              | 153          | 8.4                | 1980-84            | -                 |
| Solara LS | T6EE2         | 6Y1    | 1442           | 69/5200        | 114/3000      | M/4                | 1.060              | 153          | -                  | 1980-83            | 36.600            |
| Solara GL | T6ED5         | 6Y2    | 1442           | 85/5600        | 125/3000      | M/4                | 1.060              | 163          | 8.7                | 1980-83            | 39.600            |
| Solara GL | 62B352        | 6J1    | 1592           | 70/5200        | 130/3000      | M/5                | 1.105              | 154          | -                  | 1983-86            | 55.900            |
| Solara GLS | T6EB4         | 6J2    | 1592           | 88/5400        | 132/3000      | M/4                | 1.110              | 162          | 8.8                | 1980-84            | -                 |
| Solara GLS | T6EB6         | 6J2    | 1592           | 88/5400        | 132/3000      | M/5                | 1.110              | 163          | 8.4                | 1980-82            | 44.400            |
| Solara GLS | 62B382        | 6J2    | 1592           | 90/5400        | 132/4000      | M/5                | 1.110              | 167          | 8.8                | 1982-84            | 57.900            |
| Solara SX | T6EB6         | 6J2    | 1592           | 88/5400        | 132/3000      | M/5²               | 1.110              | 163          | 8.4                | 1980-82            | 46.750            |
| Solara SX | 62B382        | 6J2    | 1592           | 90/5400        | 132/4000      | M/5²               | 1.110              | 167          | 8.8                | 1982-86            | 62.600            |
| Note: 1Prevista solo per alcuni mercati tra cui quello italiano (prezzo in Italia al debutto: 6.340.000 lire) ²A richiesta anche con cambio automatico a 3 rapporti |               |        |                |                |               |                    |                    |              |                    |                    |                   |